# Firmware

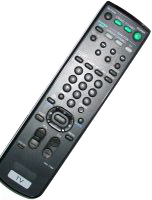
Un telecomando è un esempio di prodotto che contiene firmware.

Il firmware (prestito linguistico dalla lingua inglese derivante dall'unione di "firm" e "software", sicché in italiano equivale a componente logico permanente) è un programma, ovvero una sequenza di istruzioni, integrato direttamente in un componente elettronico programmato (es. UEFI su ROM).

## Descrizione

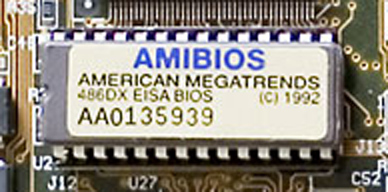
Una ROM che contiene il firmware del BIOS in una scheda madre Baby AT

Questo software permanente viene installato direttamente dal produttore del dispositivo alla fine del processo produttivo risiedendo stabilmente nell'hardware per cui è stato scritto e fino a pochi anni fa non era modificabile dall'utente finale. I dispositivi più recenti consentono invece l'aggiornamento del firmware; in particolar modo, sono aggiornabili quelli che possono interagire con componenti simili, ma con differenti caratteristiche. In una scheda elettronica (come una scheda di espansione per computer) esso generalmente trova posto all'interno di una memoria ROM o flash; quando invece il firmware è integrato all'interno di un processore (come ad esempio il Pentium 4) in italiano viene detto anche microcodice.
Il tipo più conosciuto è quello della scheda madre di un PC, ovvero l'UEFI (che ha sostituito il BIOS), ed è responsabile del corretto avvio del computer, ma quasi sempre sono dotati di proprio firmware anche i singoli componenti di un computer, come dischi fissi, lettori o masterizzatori di CD e DVD, schede di espansione in genere. Sono spesso firmware i software di funzionamento dei sistemi embedded, tra cui alcuni tipi di dispositivo mobile (gli smartphone, ad esempio).
Spesso il firmware consiste in più componenti software, che si occupano delle funzioni minimali necessarie a gestire la memoria non volatile e a caricare il bootloader..
Altro componente che presiede l'inizializzazione di un dispositivo hardware è la bootrom.

### Funzioni
Il suo scopo è quello di avviare il componente stesso e consentirgli di interagire con altri componenti hardware tramite l'implementazione di protocolli di comunicazione o interfacce di programmazione. Rappresenta di fatto il punto di incontro fra le componenti logiche e fisiche di un dispositivo elettronico, ossia tra software e hardware.

### Negli apparati di rete
In alcuni apparati all'interno di reti di calcolatori, come router e molti switch di fascia media e alta, la parola firmware ha un significato più ampio ed indica il vero e proprio sistema operativo dell'apparato, che ne gestisce tutte le funzioni, possiede un'interfaccia utente spesso non banale (accessibile via porta seriale, o via rete con i protocolli SNMP, telnet, SSH, HTTP, TFTP o anche FTP per il trasferimento di file di configurazione o nuove versioni del firmware), permette di monitorare ed intervenire sul funzionamento dell'apparato e di modificarne la configurazione.
Data la complessità delle funzioni realizzate dal firmware in questi casi, gli aggiornamenti per aggiungere altre funzionalità o per correggere bug possono essere frequenti. Anche in questi casi, il firmware è memorizzato su una memoria non volatile ROM o EEPROM.